# Rhamnus prostrata
Rhamnus prostrata là một loài thực vật có hoa trong họ Táo. Loài này được Jacq. miêu tả khoa học đầu tiên năm 1841.